# Nadesjda Degtereva
Nadesjda Degtereva född i Kiev Ukraina, var en rysk flygpionjär och stridsflygare.
Degtereva utgav sig för att vara man och sökte till de ryska flygande militärstyrkorna. Efter att hon blivit antagen flög hon flera spaningsuppdrag på fronten vid Galizien. Efter en luftduell 1915 blev hon allvarligt sårad, och under hennes sjukhusvistelse uppdagades att hon inte var en man. Efter att hon lämnat sjukhuset blev hon ett stort propagandanamn för arméledningen då hon fortsatte som stridsflygare vid fronten i Kaukasien. 